# Mudvayne
A Mudvayne egy amerikai metal együttes. 1996-ban alakultak az illinois-i Bloomingtonban, később áttették székhelyüket a szintén illinois-i Peoriába. Első stúdióalbumukat 2000-ben adták ki. 
A Mudvayne a festett arcukról és a látványos színpadi show-jaikról lett ismert. 2010-ben feloszlott a zenekar. 2021 óta viszont újra koncerteznek. Azt viszont nem tudni előrukkolnak-e újabb albummal. Lemezeiket az Epic Records dobta piacra. Zeneileg a heavy, nu, alternatív, progresszív metal illetve hard rock műfajokba sorolhatóak. Dalaikban azonban több egyéb zenei stílus hatása is hallható, pl.: death metal, jazz-fusion, világzene, thrash metal stb. Nevük a "mud vein" kifejezés "fonetikus" átírása, amely az anális szexre utal.

## Tagok
- Chad Gray – ének (1996–2010; 2021–)
- Greg Tibbett – gitár, vokál (1996–2010; 2021–)
- Ryan Martinie – basszusgitár (1997–2010; 2021–)
- Matthew McDonough – dobok, ütős hangszerek, szintetizátor (1996–2010; 2021–)

### Korábbi tagok
- Shawn Barclay – basszusgitár (1996–1997)

## Diszkográfia

### Stúdióalbumok
- L.D. 50 (2000)
- The End of All Things to Come (2002)
- Lost and Found (2005)
- The New Game (2008)
- Mudvayne (2009)